# Aengus Ó Snodaigh

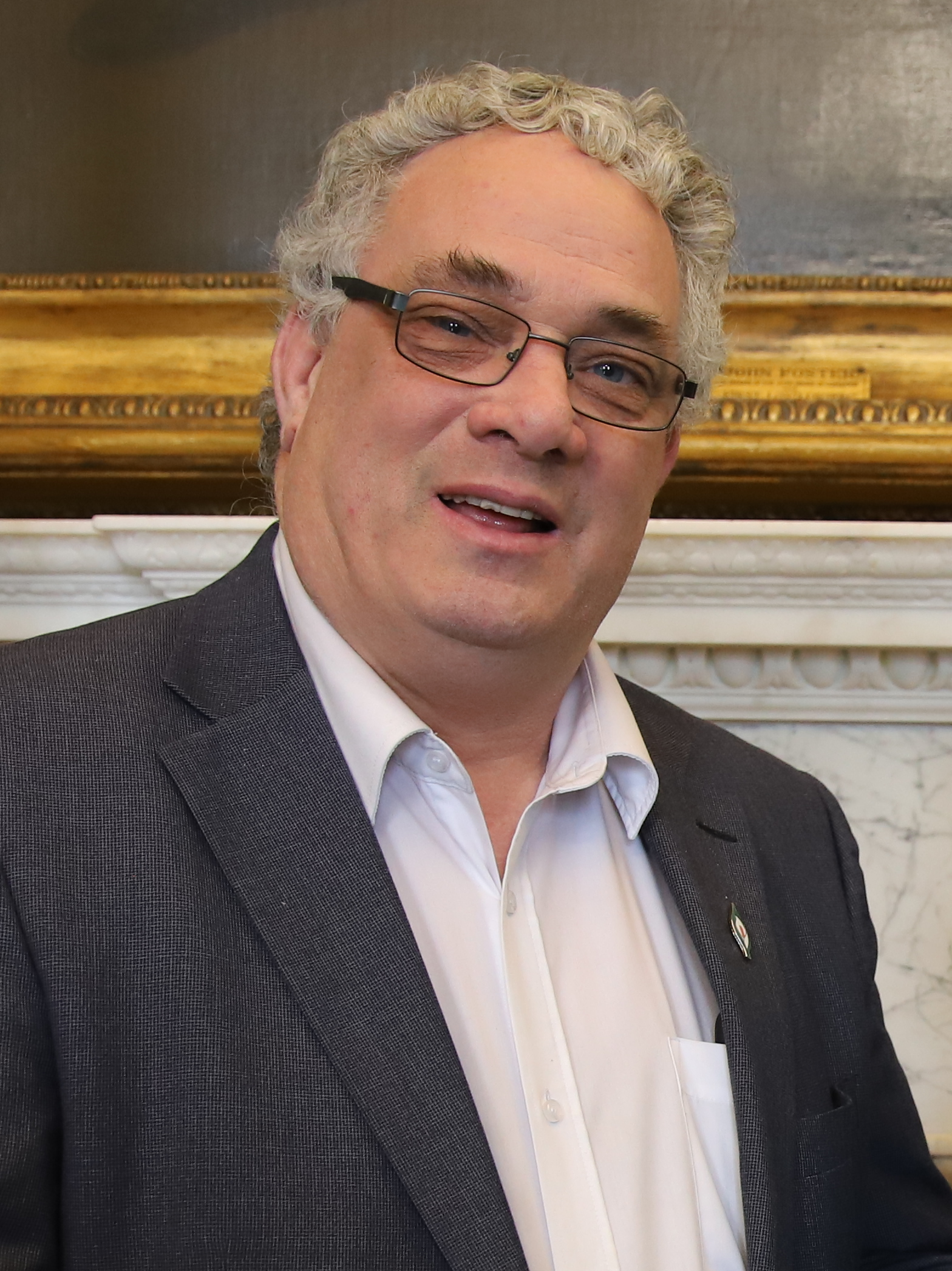
Aengus Ó Snodaigh (2024)

Aengus Ó Snodaigh (* 31. Juli 1964 in Dublin, Irland) ist ein irischer Politiker der Sinn Féin. Seit 2002 ist er Teachta Dála im irischen Unterhaus Dáil Éireann.

## Leben
Aengus Ó Snodaigh ist der Sohn des Dichters und Aktivisten Pádraig Ó Snodaigh (1935–2024) und der Bildhauerin Cliodhna Cussen (1932–2022). Er studierte am University College Dublin, wo er einen Bachelorabschluss in Geschichte und Geographie erlangte und ein Lehrerdiplom erwarb. Wenig später erhielt er eine Stelle an einer weiterführenden Schule in der Dubliner Innenstadt.
Ó Snodaigh trat erstmals bei den Wahlen zum Dáil Éireann im Jahr 1987 im Wahlkreis Dublin South East an, blieb aber erfolglos. 1999 versuchte er bei Nachwahlen erneut (ohne Erfolg), einen Sitz im Wahlkreis zu ergattern.
Erfolgreich war er erst bei den Wahlen zum Dáil Éireann 2002 im Wahlkreis Dublin South Central an. 2004 wurden mehrere seiner Mitarbeiter wegen ihrer IRA-Mitgliedschaft festgenommen. Zwei Mitarbeitern wurden wegen des Vorwurfs des Landesverrats festgenommen. Seit 2002 wurde er stets in den Dáil Éireann gewählt.
2024 kandidierte er erfolglos als Ceann Comhairle für den Dáil Éireann.
Während seiner politischen Karriere zeigte er starke Sympathien für die Palästinenser und versuchte 2010 von Zypern aus mit einem Blockadebrecher Hilfsgüter in den Gazastreifen zu verbringen.

## Privates
Aengus Ó Snodaigh ist seit 1992 mit Aisling Ní Dálaigh verheiratet und hat mit ihr drei Kinder.